# Aphistogoniulus diabolicus
Espèce
Statut de conservation UICN

 NT  : Quasi menacé
Aphistogoniulus diabolicus est une espèce de mille-pattes de la famille des Pachybolidae endémique de Madagascar

## Répartition et habitat
Cette espèce est présente uniquement dans le parc national de Midongy du Sud dans le sud-est de Madagascar. Elle vit dans la forêt tropicale humide de montagne à 1 200 m d'altitude.